# Chaisa
Chaisa ist eine informelle Siedlung der sambischen Hauptstadt Lusaka, die in den 1960er Jahren erstmals besiedelt und 1979 als improvement area deklariert wurde. 2010 lebten dort 30.000 Menschen in 5.600 Haushalten. 2003 lag die Zahl der Häuser noch bei 2.600.

## Lage
Chaisa liegt im Norden Lusakas, etwa 4 km nördlich des zentralen Geschäftsviertels und umfasst eine Fläche von 1,0 km². Im Westen begrenzt die Great National T2 das Viertel, im Norden und Osten jeweils ein kleines Flusstal. Im Süden verläuft die Mutanto Road.

## Geschichte
Chaisa ist eine von 37 ungeplanten Siedlungen in Lusaka. Sie entstand auf zwei Farmen im Besitz von europäischen Einwanderern. 1960 durften die Arbeiter sich ihre Wohnhäuser auf dem Farmland aus sonnengetrockneten Ziegeln bauen. Die Farmbesitzer verließen nach der Unabhängigkeitserklärung 1964 das Land. Das frei gewordene Gebiet wurde weiter landwirtschaftlich genutzt und zog weitere Menschen an.